# رسانه رایتس کاپیتال
رسانه رایتس کاپیتال به (انگلیسی: Media Rights Capital) یک استودیوی مستقل آمریکایی در زمینه فیلم و تلویزیون است که توسط مردخای ویکزیک و اسیف ستچو تأسیس شده‌است.

## پبوند به بیرون
وبگاه رسمی